# NGC 4664
NGC 4664 est une galaxie lenticulaire située dans la constellation de la Vierge. Sa vitesse par rapport au fond diffus cosmologique est de 1 247 ± 24 km/s, ce qui correspond à une distance de Hubble de 18,4 ± 1,3 Mpc (∼60 millions d'al). NGC 4664 a été découverte par l'astronome germano-britannique William Herschel en 1784. Cette galaxie a aussi été observée par Herschel deux ans plus tard et il ne s'est pas rendu compte qu'il l'avait déjà observée. Cette observation a été inscrite au catalogue NGC sous la désignation NGC 4665. De plus, cette galaxie a aussi été observée par l'astronome britannique John Herschel le 9 avril 1828 et elle a été inscrite au catalogue NGC sous la désignation NGC 4624.
À ce jour, une mesure non basée sur le décalage vers le rouge (redshift) donne une distance d'environ 17,900 Mpc (∼58,4 millions d'al). Cette valeur est à l'intérieur des valeurs de la distance de Hubble. Cependant, cette galaxie est relativement rapprochée du Groupe local. On obtient souvent des distances assez différentes pour les galaxies rapprochées en se basant sur le décalage en raison du mouvement propre de ces galaxies dans le groupe où l'amas où elles sont situées. Cette valeur est peut-être plus près de la distance réelle de cette galaxie. Notons que c'est avec la valeur moyenne des mesures indépendantes, lorsqu'elles existent, que la base de données NASA/IPAC calcule le diamètre d'une galaxie.

## Morphologie
NGC 4664 a été utilisée par Gérard de Vaucouleurs comme une galaxie de type morphologique SB(s)0+ dans son atlas des galaxies,.
Eskridge, Frogel et Pogge ont publié un article en 2002 décrivant la morphologie de 205 galaxies spirales ou lenticulaires rapprochées. Les observations ont été réalisées dans la bande H de l'infrarouge et dans la bande B (le bleu). Selon Eskridge et ses collègues, NGC 4664 (NGC 4665 dans l'article) est de type SB0/a dans la bande B et (R)SBa dans la bande H. Le noyau de NGC 4664 est rond et brillant. Il est encastré dans un bulbe lumineux et légèrement elliptique. Le bulbe est fileté par une barre proéminente de forte brillance de surface. Deux bras spiraux de faible luminosité émergent des extrémités de la barre et forment un pseudo-anneau complet. Des émissions claires proviennent aussi de région entre les bras. Les isophotes externes peu lumineux sont clairement elliptiques, à un angle de position de ~45° par rapport à celui de la barre. 

## Trou noir supermassif
Selon une étude basée sur les mesures de luminosité de la bande K de l'infrarouge proche du bulbe de NGC 4664 (NGC 4665 dans l'article), on obtient une valeur de 107,6 {\displaystyle M_{\odot }} (40 millions de masses solaires) pour le trou noir supermassif qui s'y trouve.

## Groupes de M49, de M60 et l'amas de la Vierge
Selon A.M. Garcia, NGC 4664 (NGC 4665 dans l'article) est l'une des nombreuses galaxies du groupe de M49 (127 au total) qu'il a décrit dans un article publié en 1993. On retrouve dans cette liste 63 galaxies du New General Catalogue dont NGC 4382 (M85), NGC 4472 (M49), NGC 4516, NGC 4649 (M60) ainsi que 20 galaxie de l'Index Catalogue.
D'autre part, NGC 4664 (NGC 4665 dans l'article) apparait aussi dans une liste de 227 galaxies d'un article publié par Abraham Mahtessian en 1998. Cette liste comporte plus de 200 galaxies du New General Catalogue et une quinzaine de galaxies de l'Index Catalogue. On retrouve dans cette liste 10 autres galaxies du Catalogue de Messier, soit M49, M58, M60, M61, M85, M87, M88, M91, M99 et M100.
Toutes les galaxies de la liste de Mahtessian ne constituent pas réellement un groupe de galaxies. Ce sont plutôt plusieurs groupes de galaxies qui font tous partie d'un amas galactique, l'amas de la Vierge. Pour éviter la confusion avec l'amas de la Vierge, on peut donner le nom de groupe de M60 à cet ensemble de galaxies, car c'est l'une des plus brillantes de la liste. L'amas de la Vierge est en effet beaucoup plus vaste et compterait environ 1300 galaxies, et possiblement plus de 2000, situées au cœur du superamas de la Vierge, dont fait partie le Groupe local,.
De nombreuses galaxies de la liste de Mahtessian se retrouvent dans onze groupes décrits dans un article d'A.M. Garcia, soit le groupe de NGC 4123 (7 galaxies), le groupe de NGC 4261 (13 galaxies), le groupe de NGC 4235 (29 galaxies), le groupe de M88 (13 galaxies, M88 = NGC 4501), le groupe de NGC 4461 (9 galaxies), le groupe de M61 (32 galaxies, M61 = NGC 4303), le groupe de NGC 4442 (13 galaxies), le groupe de M87 (96 galaxies, M87 = NGC 4486), le groupe de M49 (127 galaxies, M49 = NGC 4472), le groupe de NGC 4535 (14 galaxies) et le groupe de NGC 4753 (15 galaxies). Ces onze groupes font partie de l'amas de la Vierge et ils renferment 396 galaxies. Certaines galaxies de la liste de Mahtessian ne figurent cependant dans aucun des groupes de Garcia et vice versa.